# Дон (поисковое объединение)
«Дон» — поисковое объединение, действующее на территории города Воронеж и Воронежской области. Один из крупнейших поисковых отрядов России. Основано в 1998 году. Руководитель — Михаил Сегодин.
Известны, в частности, обнаружением останков генерала А. И. Лизюкова в 2008—2009 годах, захоронений советских заключенных немецких концлагерей на территории Воронежской области, массовых захоронений жертв политических репрессий.
Полное наименование: Воронежская региональная общественная организация «Историко-патриотическое поисковое объединение „Дон“».

## Деятельность
Поисковое объединение «Дон» занимается поиском останков военнослужащих и других погибших граждан, которые не были захоронены после своей гибели, установлением их личности, эксгумацией останков и их захоронением. При этом осуществляет оповещение родственников погибших, благоустройство мест захоронений, создание музеев Боевой Славы, сбор материалов о личности, деятельности и подвигах погибших для размещения их в музеях. Также поисковое объединение ведёт пропагандистскую и просветительскую деятельность для решения задач увековечения памяти погибших при защите отечества.
За время существования ВРОО ИППО «Дон» проделана огромная работа: обнаружены останки более 21 000 солдат РККА и иностранных армий (в том числе — генерал-майора А. И. Лизюкова, командира 267-й СД А. К. Кудряшова), установлено свыше 220-ти имен солдат и офицеров РККА, ранее считавшихся без вести пропавшими, обнаружено 17 единиц техники времен Великой Отечественной войны, установлена судьба 14-ти экипажей самолетов, обнаружено и передано войскам МЧС свыше 20 000 взрывоопасных предметов времен ВОВ, организованы 17 музеев боевой славы в школах Воронежа и области. Были организованы и проведены более 60-ти «Вахт Памяти», 3 российско-венгерские экспедиции. «Дон» является учредителем и организатором ежегодных межрегиональных «Вахт Памяти» «Весна» (с 2006 г.) и «Берлинка» — «дорога на крови» (с 2010 г.) в Воронежской области, а также российско-белорусского проекта «Вахта Памяти» имени братьев Лизюковых в Калининградской области (с 2016 г.). В ходе учебно-полевых практических занятий прошли обучение свыше 2 тысяч начинающих поисковиков. С 1996 года «Дон» сотрудничает с Ассоциацией «Военные Мемориалы» (г. Москва), уполномоченной правительством РФ на реализацию межправительственных соглашений с Германией, Венгрией и Италией об увековечении памяти погибших на территории России иностранных военнослужащих. В рамках этого сотрудничества в период с 1996 по 2019 год организацией были обнаружены и переданы Ассоциации останки свыше 13 000 военнослужащих. С 2007 года в плановом порядке ведутся работы по поиску и увековечению памяти жертв политических репрессий.
Поисковики успешно провели множество поисковых экспедиций. Некоторые из них:
- 28 апреля 2007 года в селе Верхний Мамон найдена могила командира 267-й стрелковой дивизии полковника Андрея Кудряшова[5].
- 27 октября 2007 года на одном из полигонов обнаружено 20 «расстрельных ям» НКВД.
- В феврале 2008 года поисковый отряд вызвал владелец гаража, который рыл смотровую яму и обнаружил человеческие останки. Только под гаражом были обнаружены останки 23-х бойцов. На этом месте в Воронеже летом 1942 года базировалась часть 121-й стрелковой дивизии.
- Весной 2008 года занимались поисками места захоронения генерала Александра Лизюкова под селом Лебяжье (Рамонский район).
- 10 декабря 2010 года неподалёку от хутора Луч Новоусманского района поднят из болота сбитый немцами в 1942 году советский штурмовик Ил-2[6].
- В конце апреля 2010 года в Острогожском районе было обнаружено массовое захоронение советских военнослужащих: останки 437 человек были изъяты и перезахоронены. В той же экспедиции были обнаружены останки 112 военнослужащих в Рамонском районе и 36 — в Богучарском. Из них 16 останков удалось опознать благодаря медальонам и личным вещам бойцов.
- Весной 2011 года отряд работал на раскопках в посёлке Таловая, где в июле 1942 года произошло крушение воинского эшелона: из 900 бойцов в живых осталось 90. По состоянию на 2012 год, раскопки продолжаются.
- 30 октября 2012 года перезахоронены останки 320 человек — жертв политических репрессий, найденных в ходе поисковых работ с апреля по сентябрь 2012 года[7].

16 апреля 2013 года в музее воронежского поискового объединения «Дон» были представлены личные вещи, наручники, оружие, из которого были произведены выстрелы, полуистлевшие листы личных дел и другие находки, обнаруженные во время раскопок в «расстрельных ямах» близ бывшего поселка Дубовка (ныне входит в микрорайон Воронежа Сомово) в 2012 году.

## Состав
Включает в себя 10 отрядов общей численностью около 240 человек, а также архивный отдел и музей.